# Pavel Mečár
Pavel Mečár (* 11. August 1980) ist ein slowakischer Badmintonspieler. 

## Karriere
Pavel Mečár ist einer der erfolgreichsten slowakischen Badmintonspieler aller Zeiten. Insgesamt gewann er in seiner Heimat mehr als zwei Dutzend nationale Titel bei den Junioren und Erwachsenen. 1999 und 2001 nahm er an den Badminton-Weltmeisterschaften teil.

## Sportliche Erfolge
| Saison | Veranstaltung                                | Disziplin    | Platz | Name                            |
| ------ | -------------------------------------------- | ------------ | ----- | ------------------------------- |
| 1996   | Slowakei: Einzelmeisterschaften der Junioren | Herreneinzel | 1     | Pavel Mečár                     |
| 1997   | Slowakei: Einzelmeisterschaften              | Herreneinzel | 1     | Pavel Mečár                     |
| 1997   | Slowakei: Einzelmeisterschaften der Junioren | Herrendoppel | 1     | Pavel Mečár / Marián Dirga      |
| 1997   | Slowakei: Einzelmeisterschaften der Junioren | Herreneinzel | 1     | Pavel Mečár                     |
| 1997   | Slowakei: Einzelmeisterschaften der Junioren | Mixed        | 1     | Pavel Mečár / Barbora Bobrovská |
| 1998   | Slowakei:Einzelmeisterschaften               | Herreneinzel | 1     | Pavel Mečár                     |
| 1998   | Slowakei:Einzelmeisterschaften               | Herrendoppel | 1     | Pavel Mečár / Jaroslav Marek    |
| 1998   | Slowakei: Einzelmeisterschaften              | Mixed        | 1     | Pavel Mečár / Barbora Bobrovská |
| 1998   | Slowakei: Einzelmeisterschaften der Junioren | Herreneinzel | 1     | Pavel Mečár                     |
| 1998   | Slowakei: Einzelmeisterschaften der Junioren | Mixed        | 1     | Pavel Mečár / Barbora Bobrovska |
| 1998   | Slowakei: Einzelmeisterschaften der Junioren | Herrendoppel | 1     | Pavel Mečár / Marek Janicek     |
| 1999   | Weltmeisterschaft                            | Mixed        | 33    | Pavel Mečár / Barbora Bobrovska |
| 1999   | Slowakei: Einzelmeisterschaften              | Mixed        | 1     | Pavel Mečár / Barbora Bobrovská |
| 1999   | Weltmeisterschaft                            | Herrendoppel | 33    | Pavel Mečár / Marián Šulko      |
| 1999   | Slowakei: Einzelmeisterschaften              | Herrendoppel | 1     | Pavel Mečár / Marián Šulko      |
| 1999   | Slowakei: Einzelmeisterschaften der Junioren | Herrendoppel | 1     | Pavel Mečár / Marek Janicek     |
| 1999   | Slowakei: Einzelmeisterschaften der Junioren | Mixed        | 1     | Pavel Mečár / Barbora Bobrovska |
| 2000   | Slowakei: Einzelmeisterschaften              | Herrendoppel | 1     | Marián Šulko / Pavel Mečár      |
| 2000   | Slowakei: Einzelmeisterschaften              | Mixed        | 1     | Pavel Mečár / Barbora Bobrovská |
| 2001   | Weltmeisterschaft                            | Herrendoppel | 33    | Pavel Mečár / Marián Šulko      |
| 2001   | Weltmeisterschaft                            | Mixed        | 33    | Pavel Mečár / Barbora Bobrovska |
| 2001   | Slowakei: Einzelmeisterschaften              | Mixed        | 1     | Pavel Mečár / Barbora Bobrovská |
| 2001   | Slowakei: Einzelmeisterschaften              | Herrendoppel | 1     | Marián Šulko / Pavel Mečár      |
| 2002   | Slowakei: Einzelmeisterschaften              | Mixed        | 1     | Pavel Mečár / Barbora Bobrovská |
| 2002   | Slowakei: Einzelmeisterschaften              | Herrendoppel | 1     | Marián Šulko / Pavel Mečár      |
| 2003   | Slowakei: Einzelmeisterschaften              | Herrendoppel | 1     | Marián Šulko / Pavel Mečár      |
| 2003   | Slowakei: Einzelmeisterschaften              | Mixed        | 1     | Pavel Mečár / Barbora Bobrovská |
| 2004   | Slowakei: Einzelmeisterschaften              | Mixed        | 1     | Pavel Mečár / Barbora Bobrovská |
| 2004   | Slowakei: Einzelmeisterschaften              | Herrendoppel | 1     | Marián Šulko / Pavel Mečár      |
| 2005   | Slowakei: Einzelmeisterschaften              | Herrendoppel | 1     | Marián Šulko / Pavel Mečár      |
| 2005   | Slowakei: Einzelmeisterschaften              | Mixed        | 1     | Pavel Mečár / Barbora Bobrovská |
| 2010   | Slowakei: Einzelmeisterschaften              | Herrendoppel | 1     | Marián Šulko / Pavel Mečár      |
| 2011   | Slowakei: Einzelmeisterschaften              | Herrendoppel | 1     | Pavel Mečár / Ladislav Tomčko   |

## Referenzen
- Pavel Mečár beim Badminton-Weltverband

| Personendaten    | Personendaten                 |
| ---------------- | ----------------------------- |
| NAME             | Mečár, Pavel                  |
| KURZBESCHREIBUNG | slowakischer Badmintonspieler |
| GEBURTSDATUM     | 11. August 1980               |